# 眉月じゅん
眉月 じゅん（まゆづき じゅん、1983年4月27日 - ）は、日本の漫画家。女性。神奈川県横浜市出身。2009年までは、『眉月 ジュン』名義で活動していた。血液型O型。

## 来歴
集英社主催・第1回金のティアラ大賞（2007年）にて、『さよならデイジー』で銅賞を受賞。翌2008年、同作が『別冊コーラスSpring』（集英社）に掲載され商業誌デビューを果たす。
その後、数多くの読切作品発表などを経て、2013年に『月刊!スピリッツ』（小学館）にて、『いろもん!』を連載。
同誌2014年8月号から2016年1月号まで、『恋は雨上がりのように』を連載。同作は、2016年より『ビッグコミックスピリッツ』に移籍し隔週連載される。2018年に完結した。
2019年に『週刊ヤングジャンプ』（集英社）にて、『九龍ジェネリックロマンス』を連載。

## 人物
- 趣味はAMラジオ（特にTBS）を聴くこと[1]、手芸。
- 俳優の小林薫のファンである[10]。

## 作品リスト

### 連載
- いろもん! （小学館『月刊!スピリッツ』2013年5月号 - 2014年2月号、未単行本化）
- 恋は雨上がりのように（小学館『月刊!スピリッツ』2014年8月号 - 2016年1月号・『ビッグコミックスピリッツ』2016年8号 - 2018年16号、全10巻）
- 九龍ジェネリックロマンス（集英社『週刊ヤングジャンプ』2019年49号 - 連載中、既刊11巻）

### 読切・短編
- 『さよならデイジー 眉月じゅん初期短編集』（集英社、ヤングジャンプ・コミックス、2018年5月18日発売 ISBN 978-4-08-891027-7）
  - さよならデイジー（集英社『別冊コーラスSpring』、2008年）
  - エヴリデイ（集英社『ザ マーガレット』2008年10月号）
  - 爽快サイケデリック その1・その2・その3（太田出版『マンガ・エロティクス・エフ』vol.60・vol.62・vol.68）
  - レバニラ 前編・後編（小学館『ビッグコミックスペリオール』2012年第11号・第12号）
  - つなぐ夜 前編・後編（集英社『Cocohana』2014年1月号・2月号）
  - おやゆびひめ（集英社『週刊ヤングジャンプ』2017年53号）

- 未単行本化
  - プロジェクトH（集英社『コーラス』2008年11月号）
  - おねがいドロシー（集英社『ザ マーガレット』2009年3月号）
  - アンコンディショナルデイズ（集英社『ザ マーガレット』2009年6月号）
  - コトダマノバコ（集英社『ザ マーガレット』2010年1月号）
  - ペコさんという人。（太田出版『マンガ・エロティクス・エフ』vol.65）
  - ぐらぐら（新書館『ディアプラス』2010年4月号）
  - 濡れる舌（集英社『ケータイマンガカプセル』、2010年）
  - しこたま!（小学館『月刊!スピリッツ』2011年12月号）
  - ぷりぷり（小学館『月刊!スピリッツ』2012年10月号）
  - リレー連載 漫画家ごはん日誌（祥伝社『FEEL YOUNG』2015年12月号）

### イラストレーション
- 『ポーズ資料集 手・腕』 （パイインターナショナル、2012年）
- 『ポーズ資料集 顔・頭』 （パイインターナショナル、2012年）
- 『季刊レポ』
- 『幼なじみ萌え─ラブコメ恋愛文化史』 （幻冬舎、2017年）
- 『恋は雨上がりのように 眉月じゅんイラスト集&アニメメイキングブック』 （小学館、2018年）

### その他
- 『Runaway』 （爽、Eggs、2019年） - CDジャケット
- 映画『星くずの片隅で』（2023年） - 劇場パンフレットにイラスト描きおろし[11]